# Зірка цирку
«Зірка цирку» (англ. Star of the Circus) — британський драматичний фільм 1938 року режисера Альберта де Курвіля з Отто Крюгером, Гертрудою Майкл та Джоном Клементсом у головних ролях. Фільм є римейком німецького фільму 1937 року Трукса про цирк, знятого за мотивами роману Генріха Зайлера. Знято на Elstree Studios.

## В ролях
- Отто Крюгер — Гарвін
- Гертруда Майкл[en] — Єстер
- Джон Клементс[en] — Пол Г'юстон
- Патрік Барр[en] — Трукса
- Барбара Блер[en] — Гільда
- Джин Шелдон[en] — Петерс
- Джон Тернбулл[en] — Тензлер
- Нора Говард[en] — Фрау Шліп
- Альфред Веллслі[en] — Аккерман